# Brassica macrocarpa
Il cavolo delle Egadi (Brassica macrocarpa Guss.) è una pianta della famiglia delle Brassicacee, endemica delle isole Egadi.

## Descrizione
È una pianta erbacea  camefita suffruticosa., alta 20–40 cm. 

Ha foglie glabre, le basali lirato-pennatosette, quelle cauline lanceolate. 

L'infiorescenza  è un racemo  con peduncoli fiorali lunghi 10–20 mm e fiori con petali gialli, lunghi 10–15 mm.
 
Il frutto è una siliqua fusiforme di 5-12 x 20–40 mm, con valve ispessite, legnose, contenente 1-2 semi di circa 3 mm.

## Distribuzione e habitat
Le uniche due popolazioni note in Italia si trovano sulle isole di Favignana (alcune centinaia di esemplari) e Marettimo (poche decine di esemplari).
Cresce sulle rupi costiere, da 0 a 300 m di altitudine.

## Conservazione
La Lista rossa della flora italiana, considerando la ristrettezza dell'areale e la esiguità delle popolazioni esistenti, classifica B. macrocarpa come specie in pericolo critico di estinzione.